# Memoria a Maria Raggi
L'opera Memoria a Maria Raggi è un monumento scultoreo realizzato su disegno di Gian Lorenzo Bernini nel 1652-1653. È situato su uno dei pilastri della navata della basilica di Santa Maria sopra Minerva, a Roma.

## Storia
Maria Raggi (1552-1600) fu una suora dell'isola di Chio. Obbligata a sposarsi in giovane età, rimase vedova quando suo marito fu catturato dalle forze turche nel 1570. Divenne suora l'anno successivo e partì per Roma nel 1584. dove fu residente presso il palazzo della famiglia De Marini, nei pressi della basilica di Santa Maria sopra Minerva. Fu considerata una donna estremamente pia, trascorrendo la maggior parte della sua vita pregando e, secondo quanto riferito, compiendo miracoli. Dopo la sua morte nel 1600, si ipotizzò la sua canonizzazione, ma la vicenda non ebbe seguito.
L'opera fu commissionata da tre discendenti di Maria, ossia Ottaviano, Tommaso e Lorenzo Raggi, i cui nomi risultano presenti nella metà inferiore del monumento commemorativo.